# Alexander Bassen
Alexander Bassen (* 1965) ist ein deutscher Ökonom.

## Leben
Er promovierte von 1994 bis 1997 als wissenschaftlicher Mitarbeiter an der EBS Universität für Wirtschaft und Recht. Nach der Habilitation 2002 wurde er Privatdozent am Stiftungslehrstuhl Entrepreneurial Finance der TU München. 2003 wurde er als Professor für Betriebswirtschaftslehre, insbesondere Kapitalmärkte und Unternehmensführung, an die Universität Hamburg berufen.

## Schriften (Auswahl)
- Dezentralisation und Koordination von Entscheidungen in der Holding. Wiesbaden 1998, ISBN 3-8244-0390-0.
- mit Ann-Kristin Achleitner und Luisa Pietzsch: Kapitalmarktkommunikation von Wachstumsunternehmen. Kriterien zur effizienten Ansprache von Finanzanalysen. Stuttgart 2001, ISBN 3-7910-2000-5.
- Institutionelle Investoren und corporate governance. Analyse der Einflussnahme unter besonderer Berücksichtigung börsennotierter Wachstumsunternehmen. Wiesbaden 2002, ISBN 3-8244-9080-3.